# Marco Brusco
Marco Brusco (Civitavecchia, 24 febbraio 1947) è un ammiraglio italiano.
È stato comandante generale del Corpo delle Capitanerie di Porto, dall'8 ottobre 2010 al 24 febbraio 2012, quando è stato posto in ausiliaria.

## Carriera militare
È entrato con il grado di sottotenente di vascello nel Corpo delle capitanerie di porto - Guardia costiera dopo la laurea in giurisprudenza, ottenuta nel 1971 presso la Sapienza - Università di Roma. Ha completato la formazione con il corso presso l'Accademia navale, con gli imbarchi sull'incrociatore "Vittorio Veneto" e su unità della marina mercantile ed con una breve permanenza di servizio presso la capitaneria di porto di Genova. Nel 1973 è stato destinato a Cagliari
Tra il luglio 1980 e il settembre 1982, con il grado di tenente di vascello ha svolto il periodo di comando presso il circondario marittimo di Porto Santo Stefano. Tra il 1982 e il 1985 ha insegnato materie giuridiche, ambientali ed economiche presso l'Accademia navale di Livorno. Tra il 1985 e il 1990 ha svolto il servizio presso la capitaneria di porto di Livorno come capo delle sezioni "Tecnica" ed "Ecologia". Dal 1990 al 1994 è stato comandante della capitaneria di porto di Viareggio.
Tra il luglio 1994 e il settembre 1995, con il grado di capitano di vascello è stato assistente del comandante generale del corpo, presso il Comando generale di Roma. Tra il 1995 e il 1997 è stato comandante della capitaneria di porto di La Spezia e quindi anche commissario aggiunto per l'organizzazione portuale della città, in attesa della nomina del presidente dell'Autorità portuale. Tra il 1997 e il 1999 è ritornato presso il Comando generale del corpo con l'incarico di capo del 2º reparto ("Affari giuridici e servizi d'istituto"). Tra il 1999 e il 2001 è stato capo dell'unità organizzativa del corpo per la protezione dell'ambiente marino e costiero presso il gabinetto del ministro per l'ambiente.
Tra il 2001 e il 2004 con il grado di contrammiraglio è stato direttore marittimo della Toscana, comandante della capitaneria di porto di Livorno. Tra il 2004 e il 2007 è stato direttore marittimo della Liguria e comandante della capitaneria di porto di Genova.
Dal gennaio 2007, con il grado di ammiraglio ispettore è tornato presso il Comando generale del corpo a Roma come capo del 1º reparto ("Personale"). Nell'ottobre 2008 è stato nominato vice comandante generale del corpo.
Dall'ottobre 2010, con il grado di ammiraglio ispettore capo è stato nominato comandante generale del Corpo della capitanerie di porto - Guardia costiera ed ha ricoperto questo incarico fino al termine del servizio attivo. È stato collocato in ausiliaria il 24 febbraio 2012.
Dall'agosto dello stesso anno al giugno 2013 ha ricoperto l'incarico di subcommissario prefettizio del comune di Viareggio.
Durante il suo servizio è stato presidente del Comitato nazionale del welfare della gente di mare e membro del comitato della Rivista del diritto della navigazione.

## Onorificenze
È stato insignito dalla città di Viareggio, luogo di residenza, di un attestato di riconoscimento e benemerenza; inoltre ha ricevuto la cittadinanza onoraria dai comuni di Fagnano Castello (CS), Forte dei Marmi (LU) e Pietrasanta (LU).